# Бонкомпани
Бонкомпани (на италиански: Boncompagni) е благородническа фамилия от Асизи.

## История
Семейството е документирано за пръв път през 1133 г., когато Рудолфо Бонкомпани, потомък на саксонски благородници, е назначен от Лотар II за господар на Асизи. В началото на 14 век семейството се премества от Умбрия в Болоня, където постепенно увеличава своето богатство и влияние. През 1572 Уго Бонкомпани, професор по право в Университета в Болоня и кардинал, става папа Григорий XIII. Дава на сина си Джакомо Бонкомпани Херцогство Сора, получено от Франческо Мария II Дела Ровере, дотогава семейно владение. Семейството дава пет кардинали през 17 и 18 век. Григорий II Бонкомпани владее Пьомбино в периода 1706-1707. По-късно се сливат със семейство Лудовизи. Член на фамилията през 20 век е математикът Балдасаре Бонкомпани-Лудовизи